# 河内カルメン
『河内カルメン』（かわちカルメン）は、今東光の小説。1964年から翌年にかけて『週刊アサヒ芸能』に連載され、1966年にはそれを原作とした映画が制作された。
本項では、テレビドラマについても記述する。

## ストーリー
河内の美しい娘露子は、母が不動院の良巌坊と不貞しているのを知り、大阪へ飛び出してキャバレー「ダダ」に勤め、知り合った勘造という中年男と同棲する。しかし鹿島洋子という金持ちの目にとまりファッションモデルになろうとする。高野誠二という男は、あのマダムは同性愛だと言い、露子は迫られて逃げ出す。幼馴染で初恋の人・彰と再会するが、彰は生駒山中で温泉を掘りだす野心にとりつかれ、斎藤長兵衛という金持ちに資金を出させ、露子とのセックスシーンを映画に撮影させる。だが長兵衛は香港へ行く途中の飛行機が落ちて死ぬ。実家へ帰った露子は、妹の仙子が今度は不動院と関係していることを知り、不動院と一緒に山へ登り、不動院は滝へ転落して死んでしまう。

## 映画版

### キャスト
- 武田露子：野川由美子
- 武田仙子 ：伊藤るり子
- 武田きく ：宮城千賀子
- 武田勇吉 ：日野道夫
- 坂田彰：和田浩治
- 高野誠二：川地民夫
- 雪江：松尾嘉代
- 鹿島洋子：楠侑子
- 源七：野呂圭介
- 客Ａ：長弘
- 稲代：和田悦子
- 女秘書：横田陽子
- 佐一：杉山元
- 課長：島村謙二
- 不動院の良厳坊：桑山正一
- ｢ダダ｣のマネージャー：柳瀬志郎
- 和子：加藤ヒロ実
- 女給A：若葉めぐみ
- 女給B：森みどり
- 女給C：西原泰江
- 勘造：佐野浅夫
- 斎藤長兵衛：嵯峨善兵
- アパートの隣の女：深町真喜子

### 同時上映
｢愛して愛して愛しちゃったのよ｣
- 脚本：才賀明/監督：井田探/主演：浜田光夫
- 田代美代子・和田弘とマヒナスターズのヒット曲を映画化。田代&マヒナスターズも助演。

## テレビドラマ
テレビドラマは1965年10月5日から1966年3月29日までよみうりテレビ制作・日本テレビ系列で放送された。放送時間は毎週火曜22:30 - 23:00（JST）。ナショナル魔法瓶工業の単独提供だが、YTV制作のエヴェレストヂャー単独提供番組は、1964年3月 - 10月放送の『（爆笑!）あらあら旅館』（火曜19:30 - 20:00）以来1年ぶり。
山田五十鈴と嵯峨美智子の親子共演となった作品。

### キャスト
- 山田五十鈴
- 嵯峨美智子
- 高峰三枝子
- 河津清三郎
- 北村英三
- 安田道代
- 森乃福郎
- ほか

### スタッフ
- 原作：今東光
- 脚本：土井行夫
- 演出：荻野慶人
- 制作：よみうりテレビ

### その後のYTVエヴェレストヂャー提供枠
- 本作が終了後、エヴェレストヂャー提供枠は月曜19:30に移動し、『アベック歌合戦』→『スターと飛び出せ歌合戦』を別社と2社提供する。
- そして『スターと飛び出せ』の1969年10月放送分より単独提供を復活、途中で火曜19:30に移動した後、次番組『やまかんヒット大賞』の1970年9月まで単独提供を継続する。

### その他
- 2008年刊の「読売テレビ50年社史」付属のDVDに、本作の一部が収録されている。なおこのDVDには、同じエヴェレストヂャー提供番組『ごりがん人生』『C調紳士録』も収録されている（VTRはキネコかは不明）。

## 原作
- ｢今東光名作選集 第3 (河内カルメン)｣徳間書店, 1965
- ｢河内カルメン｣徳間書店, 1977.6
- ｢河内カルメン｣(徳間文庫) 1983.10

| 日本テレビ系 火曜22時台後半枠                                              | 日本テレビ系 火曜22時台後半枠                   | 日本テレビ系 火曜22時台後半枠 |
| 前番組                                                                     | 番組名                                          | 次番組 |
| -------------------------------------------------------------------------- | ----------------------------------------------- | --- |
| 祇園物語                                                                   | 河内カルメン 【当番組までよみうりテレビ制作枠】 | きょうのニュース （22:30 - 22:35） 【NTV制作】週刊平凡ニュース （22:35 - 22:45） 【NTV制作、20分繰り下げ】11PM （22:45 - 0:00） 【下記参照】 【火曜日・木曜日のみYTV制作】 |
| よみうりテレビ制作・日本テレビ系列 エヴェレストヂャー単独提供枠            |                                                 | |
| あらあら旅館 ↓ 爆笑! あらあら旅館 （火曜19:30 - 20:00） ※1年のブランク有り | 河内カルメン                                    | スターと飛び出せ歌合戦 （月曜19:30 - 20:00） ※3年半のブランク有り |

※『11PM』はそれまで23:00 - 0:00枠で放送されていたが、1966年4月より開始時刻を15分繰り上げ、月曜日 - 木曜日は23:00 - 23:10に『きょうの出来事』、23:10 - 23:15に『スポーツニュース』（双方とも1時間繰り下げ）を内包した。しかしわずか半年で『11PM』は23:15開始に変更し、『きょうの出来事』『スポーツニュース』は放送枠不変のまま独立した。（参考：日本テレビ社史「大衆とともに25年・沿革史」465 - 469頁）